# Айштеттен
Айштеттен (нім. Aystetten) — громада в Німеччині, знаходиться в землі Баварія. Підпорядковується адміністративному округу Швабія. Входить до складу району Аугсбург.
Площа — 9,35 км2. Населення становить 3016 ос. (станом на 31 грудня 2020).